# Przygotowanie do popełnienia przestępstwa
Przygotowanie do popełnienia przestępstwa – zgodnie z art. 16 § 1 k. k. przygotowanie zachodzi tylko wtedy, gdy sprawca w celu popełnienia czynu zabronionego podejmuje czynności mające stworzyć warunki do przedsięwzięcia działania zmierzającego bezpośrednio do dokonania tegoż czynu zabronionego, w szczególności w tymże celu wchodzi w porozumienie z inną osobą, uzyskuje lub przysposabia środki, zbiera informacje lub sporządza plan działania.
Co do zasady przygotowanie do popełnienia przestępstwa jest niekaralne, chyba że ustawa (kodeks karny) stanowi inaczej (art. 16 § 2 k. k.) – przykładowo karalne jest przygotowanie do przestępstwa fałszowania pieniędzy, czy też przygotowanie do popełnienia niektórych przestępstw przeciwko podstawowym interesom politycznym i gospodarczym państwa.
Przygotowanie nie występuje w prawie wykroczeń.